# Sabecoides bomilcar
Sabecoides bomilcar är en insektsart som beskrevs av Ronald Gordon Fennah 1958. Sabecoides bomilcar ingår i släktet Sabecoides och familjen vedstritar.
Artens utbredningsområde är Elfenbenskusten. Inga underarter finns listade i Catalogue of Life.